# Республіканська народна партія (Туреччина)
Народно-республіканська партія (тур. Cumhuriyet Halk Partisi pronounced [dʒumhuːɾiˈjet haɫk 'paɾtisi] ( прослухати)
, скорочено як CHP [dʒeːheːpeˑ]
) — найстаріша політична партія Турецької Республіки, займає лівоцентристські позиції. Використовується абревіатура РНП (CHP).

## Історія
Партію було засновано на Сівасському конгресі як союз груп опору вторгненню Греції до Анатолії. 9 вересня 1923 року Народна партія офіційно проголосила себе політичною організацією і 29 жовтня 1923 року проголосила Туреччину республікою. 10 листопада 1924 було прийнято нову назву Народно-республіканська партія, а у Туреччині до 1950 року встановилася однопартійна система.
Виступаючи в опозиції до політики ПСР на загальних виборах 2007 року, НРП утворила коаліцію з Демократичною лівою партією. Коаліція отримала 20,8 % голосів виборців, 112 членів стали депутатами парламенту.
Багаторічний лідер партії Деніз Байкал 7 травня 2010 року був несподівано змушений залишити свій пост через політичний скандал, що вибухнув у зв'язку з оприлюдненням в інтернеті відеоролика, що ганьбить його гідність. На проведеному 22 травня 2010 року загальнонаціональному конгресі НРП було обрано нового лідера партії — Кемаля Киличдароглу.
На парламентських виборах 12 червня 2011 року партія отримала 11 131 371 (25,91 %) голосів і 135 місць у парламенті з 550 (на 23 місця більше, ніж у парламенті минулого скликання) .

## Лідери
- Мустафа Кемаль Ататюрк — засновник партії — (1923 – 1938)
- Ісмет Іненю (1938 — 1972)
- Бюлент Еджевіт (1972 — 1980)
- Деніз Байкал (1992–1995)
- Хікмет Четін (лютий-вересень 1995)
- Деніз Байкал (1995 — 1999)
- Алтан Оймен (1999 — 2000)
- Деніз Байкал (2000 — 2010)
- Кемаль Киличдароглу (2010—2023)
- Озгюр Озель (з 2023)